# Liste der Biografien/Hana
Liste der Biografien |
Portal Biografien |
Personensuche
# |
A |
B |
C |
D |
E |
F |
G |
H |
I |
J |
K |
L |
M |
N |
O |
P |
Q |
R |
S |
T |
U |
V |
W |
X |
Y |
Z |
?
 
Ha |
Hd |
He |
Hi |
Hj |
Hk |
Hl |
Hm |
Hn |
Ho |
Hr |
Hs |
Ht |
Hu |
Hv |
Hw |
Hy
 
Haa |
Hab |
Hac |
Had |
Hae–Haf |
Hag |
Hah |
Hai |
Haj |
Hak |
Hal |
Ham |
Han |
Hao |
Hap |
Haq |
Har |
Has |
Hat |
Hau |
Hav |
Haw |
Hax |
Hay |
Haz
 
Hana |
Hanb |
Hanc |
Hand |
Hane |
Hanf |
Hang |
Hanh |
Hani |
Hanj |
Hank |
Hanl |
Hanm |
Hann |
Hano |
Hanp |
Hanq |
Hanr |
Hans |
Hant |
Hanu |
Hanv |
Hanw |
Hanx |
Hany |
Hanz
Die Liste der Biografien führt alle Personen auf, die in der deutschsprachigen Wikipedia einen Artikel haben. Dieses ist eine Teilliste mit 153 Einträgen von Personen, deren Namen mit den Buchstaben „Hana“ beginnt.

## Hana
- Hána, Jan (1927–1994), tschechischer Bildhauer
- Hana, Sanjin (1790–1858), japanischer Autor humoristischer Bücher

### Hanab
- Hanabusa, Colleen (* 1951), amerikanische Politikerin
- Hanabusa, Itchō (1652–1724), japanischer Maler

### Hanac
- Hanačík, Vladimír (1861–1954), tschechoslowakischer Jurist, Politiker und Finanzminister
- Hanack, Adrian (* 1990), deutscher Jazzmusiker (Saxophon)
- Hanack, Christian (1692–1765), deutscher Rechtswissenschaftler
- Hanack, Ernst-Walter (* 1929), deutscher Jurist und Hochschullehrer
- Hanack, Michael (1931–2019), deutscher Chemiker

### Hanad
- Hanada, Chikara (* 1993), japanischer Fußballspieler
- Hanada, Heike (* 1964), deutsche Architektin und freischaffende Künstlerin
- Hanada, Kiyoteru (1909–1974), japanischer Literaturkritiker
- Hanada, Toshihiro, japanischer Skispringer
- Hanada, Yasuhiro (* 1999), japanischer Fußballspieler

### Hanae
- Hanaei, Saeed († 2002), iranischer Serienmörder

### Hanaf
- Hanafi, Hasan (1935–2021), ägyptischer Philosoph und Hochschullehrer
- Hanafi, Muhammad Haiqal (* 1999), malaysischer Sprinter
- Hanafi, Sari (* 1962), französisch-palästinensischer Soziologe
- Hanafiah, Yaasin, malaysischer Fußballschiedsrichter
- Hanafin, John (* 1960), irischer Politiker
- Hanafin, Lorcan (* 2002), britischer Autorennfahrer
- Hanafin, Mary (* 1959), irische Politikerin
- Hanafusa, Hidesaburō (1929–2009), japanischer Genetiker und Molekularbiologe
- Hanafusa, Minoru (* 1996), japanischer Fußballspieler
- Hanafy, Khaled, Vorsitzender des Rates für Imame und Gelehrte in Deutschland

### Hanag
- Hanagarth, Heike (* 1959), deutsche Managerin, Mitglied des Vorstandes der Deutschen Bahn
- Hanagata, Susumu (* 1947), japanischer Boxer im Fliegengewicht
- Hanaguruma, Yū (* 2000), japanischer Schwimmer

### Hanah
- Hanah, Darryl (* 1972), US-amerikanische PornodarstellerinDarryl Hanah (* 1972)

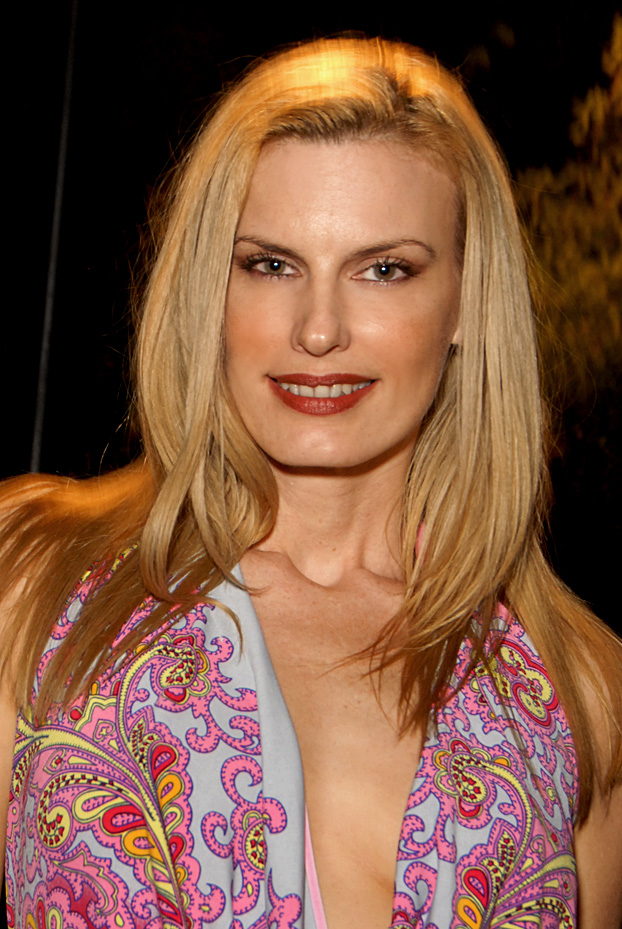
Darryl Hanah (* 1972)

- Hanahan, Douglas (* 1951), US-amerikanischer Biochemiker und Krebsforscher
- Hanahara, Tsutomu (1940–2024), japanischer Ringer
- Hanahneh, Khalil al- (* 1980), jordanischer Leichtathlet

### Hanai
- Hanai, Shō (* 1989), japanischer Fußballspieler
- Hanai, Takuzō (1868–1931), japanischer Rechtsanwalt und Politiker
- Hānaialiʻi Gilliom, Amy, hawaiische Sängerin

### Hanaj
- Hanajczyk, Agnieszka (* 1963), polnische Politikerin (Platforma Obywatelska), Mitglied des Sejm

### Hanak
- Hanak, Anton (1875–1934), österreichischer BildhauerAnton Hanak (1875–1934)

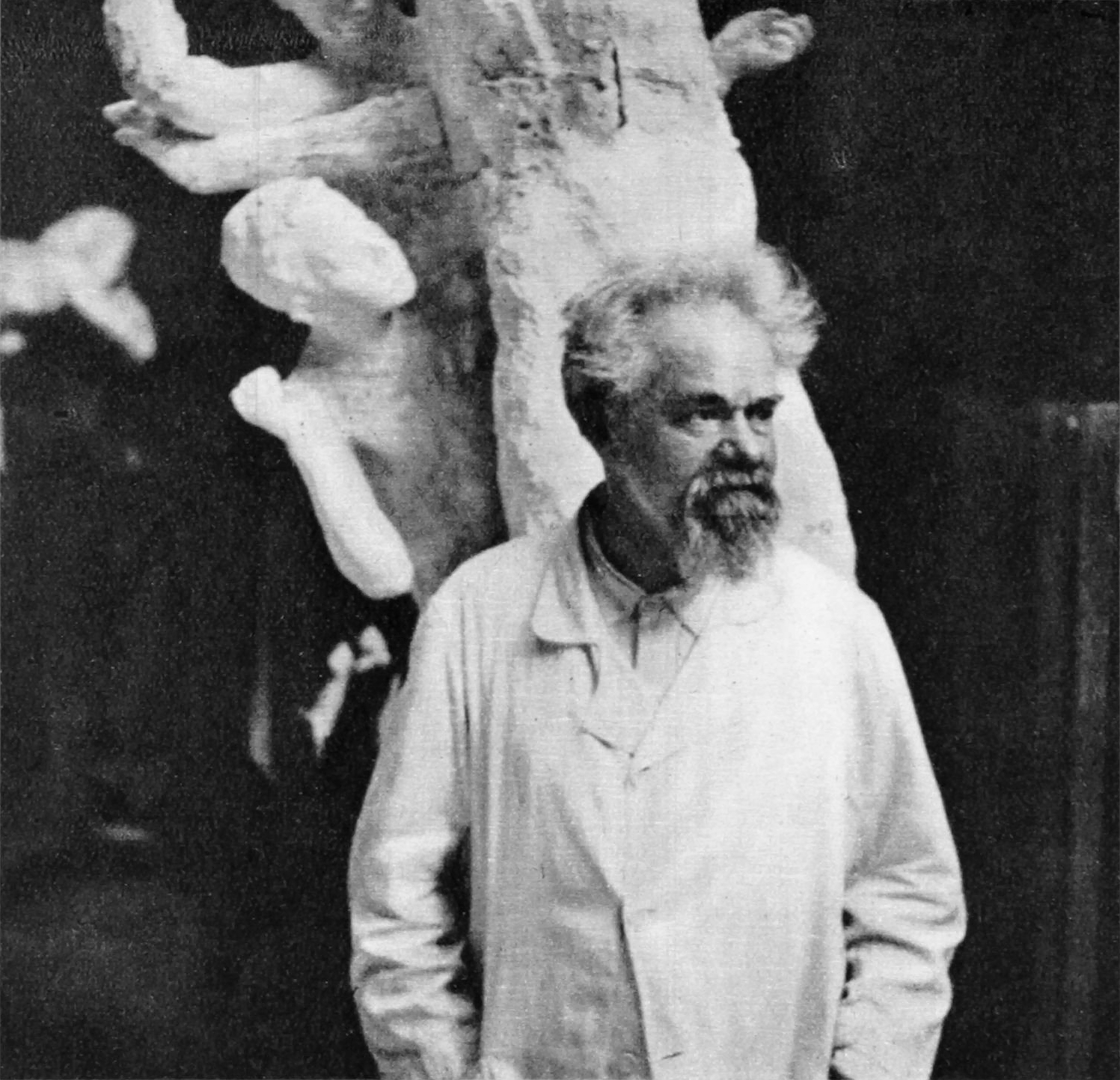
Anton Hanak (1875–1934)

- Hanak, Dorit (1938–2021), österreichische Opernsängerin (Lyrischer Koloratursopran)
- Hanák, Jakub (* 1983), tschechischer Ruderer
- Hanak, Julius (1933–2019), österreichischer Theologe
- Hanák, Tomáš (* 1957), tschechischer Schauspieler
- Hanak, Trixi (* 1999), deutsche Handballspielerin
- Hanakamp, Andreas (* 1966), österreichischer Sportsegler
- Hanáková, Alena (* 1958), tschechische Politikerin und Kulturministerin

### Hanam
- Hanaman, Franjo (1878–1941), jugoslawischer Erfinder, Ingenieur und Chemiker
- Hanamel, Verwandter des Jeremia
- Hanamori, Pink (* 1977), japanische Mangazeichnerin
- Hanamori, Yasuji (1911–1978), japanischer Magazinherausgeber
- Hanamura, Eiko (1929–2020), japanische Mangaka
- Hanamura, Mangetsu (* 1955), japanischer Schriftsteller
- Hanamura, Shirō (1891–1963), japanischer Rechtsanwalt und Politiker

### Hanan
- Hanan, Ralph (1909–1969), neuseeländischer Politiker
- Han’anchi († 1416), König von Hokuzan
- Hanani, Bruder des Statthalters Nehemia
- Hanani, Haim (1912–1991), israelisch-polnischer Mathematiker
- Hananias ben Nedebaios († 66), Hoherpriester im Tempel von Jerusalem
- Hananias von Damaskus, Person des Neuen Testaments, Christ in Damaskus
- Hananu, Ibrahim (1869–1935), Gründer des syrischen Nationalen Blockes
- Hanany, Mickaël (* 1983), französischer Hochspringer

### Hanao
- Hanaoka, Maho (* 1976), japanische Leichtathletin
- Hanaoka, Seishū (1760–1835), japanischer Arzt
- Hanaoui, Mohamed (* 1974), marokkanischer Volleyball-Nationalspieler

### Hanap
- Hanappi, Gerhard (1929–1980), österreichischer Fußballspieler und ArchitektGerhard Hanappi (1929–1980)

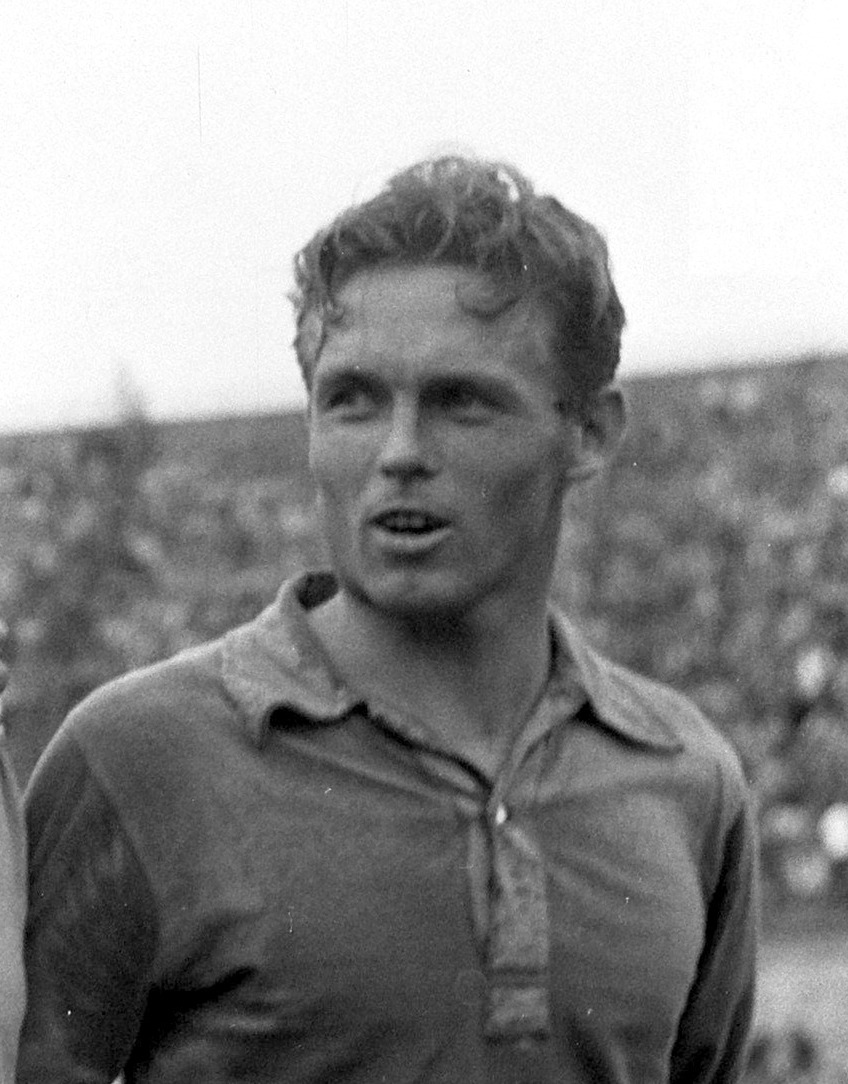
Gerhard Hanappi (1929–1980)

- Hanappi-Egger, Edeltraud (* 1964), österreichische Wirtschaftswissenschaftlerin

### Hanar
- Hanaray, Vern (* 1951), neuseeländischer Radrennfahrer

### Hanas
- Hanas, Zenon (* 1963), polnischer Pallottiner
- Hanashi, Nobuyuki (1928–2021), japanischer Politiker (LDP)
- Hanashiro, Rinto (* 2005), japanischer Fußballspieler

### Hanat
- Hanatan (* 1986), japanische Webvideoproduzentin und Sängerin
- Hanatani, Nagi (* 1995), japanische Tennisspielerin
- Hanato, Jin (* 1990), japanischer Fußballspieler
- Hanatschek, Hermann (1873–1963), österreichischer und US-amerikanischer Maler

### Hanau
- Hanau und zu Hořowitz, Maria von (1839–1917), Tochter des Kurfürsten Friedrich Wilhelm I. von Hessen-Kassel
- Hanau, Adelheid von († 1440), Nonne im Kloster Klarenthal
- Hanau, Adelheid von, Adelige
- Hanau, Adriana von (1470–1524), Gemahlin des Grafen Philipp von Solms-Lich
- Hanau, Agatha Marie von (1599–1636), deutsche Gräfin
- Hanau, Anna Magdalene von (1600–1673), deutsche Gräfin
- Hanau, Arthur (1902–1985), deutscher Agrarwissenschaftler
- Hanau, Augusta Marie Gertrude von (1829–1887), Tochter des Kurfürsten Friedrich Wilhelm I. von Hessen-Kassel
- Hanau, Cornelius von († 1549), deutscher Adliger
- Hanau, Elisabeth von, Gräfin von Katzenelnbogen
- Hanau, Elisabeth von († 1475), Gräfin von Hohenlohe
- Hanau, Gertrude von (1803–1882), morganatische Ehefrau des Friedrich Wilhelm I. von Hessen-KasselGertrude von Hanau (1803–1882)

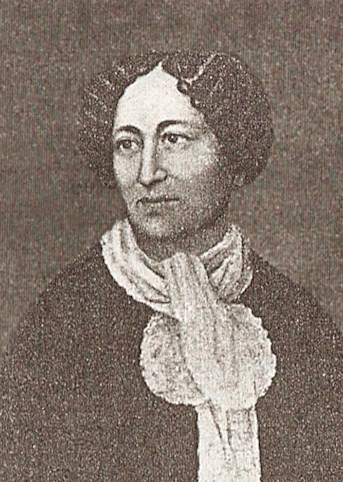
Gertrude von Hanau (1803–1882)

- Hanau, Gottfried von, Komtur des Deutschen Ordens
- Hanau, Gustav (1818–1902), deutscher Kaufmann und Bankier
- Hanau, Hans (* 1962), deutscher Rechtswissenschaftler
- Hanau, Isengard von († 1281), Tochter von Reinhard I. von Hanau
- Hanau, Johann († 1528), deutscher Buchdrucker
- Hanau, Johanna Magdalena von (1660–1715), deutsche Gräfin
- Hanau, Konrad IV. von († 1383), Fürstabt von Fulda
- Hanau, Konrad von, Dechant am Stift Aschaffenburg
- Hanau, Kraft von († 1382), deutscher Kleriker
- Hanau, Leo (1852–1927), deutscher Bankier
- Hanau, Ludwig von († 1387), Kleriker
- Hanau, Luise Sophie von (1662–1751), deutsche Gräfin
- Hanau, Margarethe von (1411–1441), Gemahlin von Gottfried VIII. von Eppstein
- Hanau, Margarethe von (1452–1467), deutsche Adlige
- Hanau, Marie Juliane von (1617–1643), Adelige
- Hanau, Marthe (1886–1935), französische Anlagebetrügerin
- Hanau, Peter (* 1935), deutscher Rechtswissenschaftler
- Hanau, Reinhard von († 1369), Kleriker
- Hanau, Reinhard von, Kleriker
- Hanau, Salomon (1687–1746), deutscher Schriftsteller, Grammatiker und Talmudist
- Hanau-Hořovice, Heinrich I. von (1842–1917), deutscher politischer Schriftsteller
- Hanau-Hořovice, Karl von (1840–1905), Sohn des Kurfürsten Friedrich Wilhelm I. von Hessen-Kassel
- Hanau-Hořovice, Moritz von (1834–1889), Sohn des Kurfürsten Friedrich Wilhelm I. von Hessen-Kassel
- Hanau-Lichtenberg, Agatha Christine von (1632–1681), deutsche Adlige
- Hanau-Lichtenberg, Anna Sibylle von (* 1542), Tochter des Grafen Philipp IV. von Hanau-Lichtenberg
- Hanau-Lichtenberg, Charlotte von (1700–1726), Gemahlin des Landgrafen Ludwig VIII. von Hessen-Darmstadt
- Hanau-Lichtenberg, Johann Philipp von (1626–1669), deutscher Adliger
- Hanau-Lichtenberg, Johann Reinhard II. von (1628–1666), deutscher Adliger
- Hanau-Lichtenberg, Johanna Sibylla von (1564–1636), Gemahlin von Wilhelm V. von Wied-Runkel und Isenburg
- Hanau-Lichtenberg, Johanna von (1507–1572), Gräfin von Hanau und Eberstein
- Hanau-Lichtenberg, Johanna von (1543–1599), Tochter des Grafen Philipp IV. (Hanau-Lichtenberg)
- Hanau-Lichtenberg, Ludwig von (1464–1484), deutscher Adliger
- Hanau-Lichtenberg, Ludwig von (1487–1553), deutscher Adliger
- Hanau-Lichtenberg, Margarethe von (1463–1504), deutsche Gräfin
- Hanau-Lichtenberg, Maria von, Tochter des Grafen Philipp II. von Hanau-Lichtenberg und der Anna von Isenburg
- Hanau-Lichtenberg, Reinhard von (1494–1537), deutscher Geistlicher
- Hanau-Münzenberg, Albrecht von (1579–1635), deutscher Adliger
- Hanau-Münzenberg, Amalie Elisabeth von (1602–1651), durch Heirat Landgräfin und Regentin von Hessen-KasselAmalie Elisabeth von Hanau-Münzenberg (1602–1651)

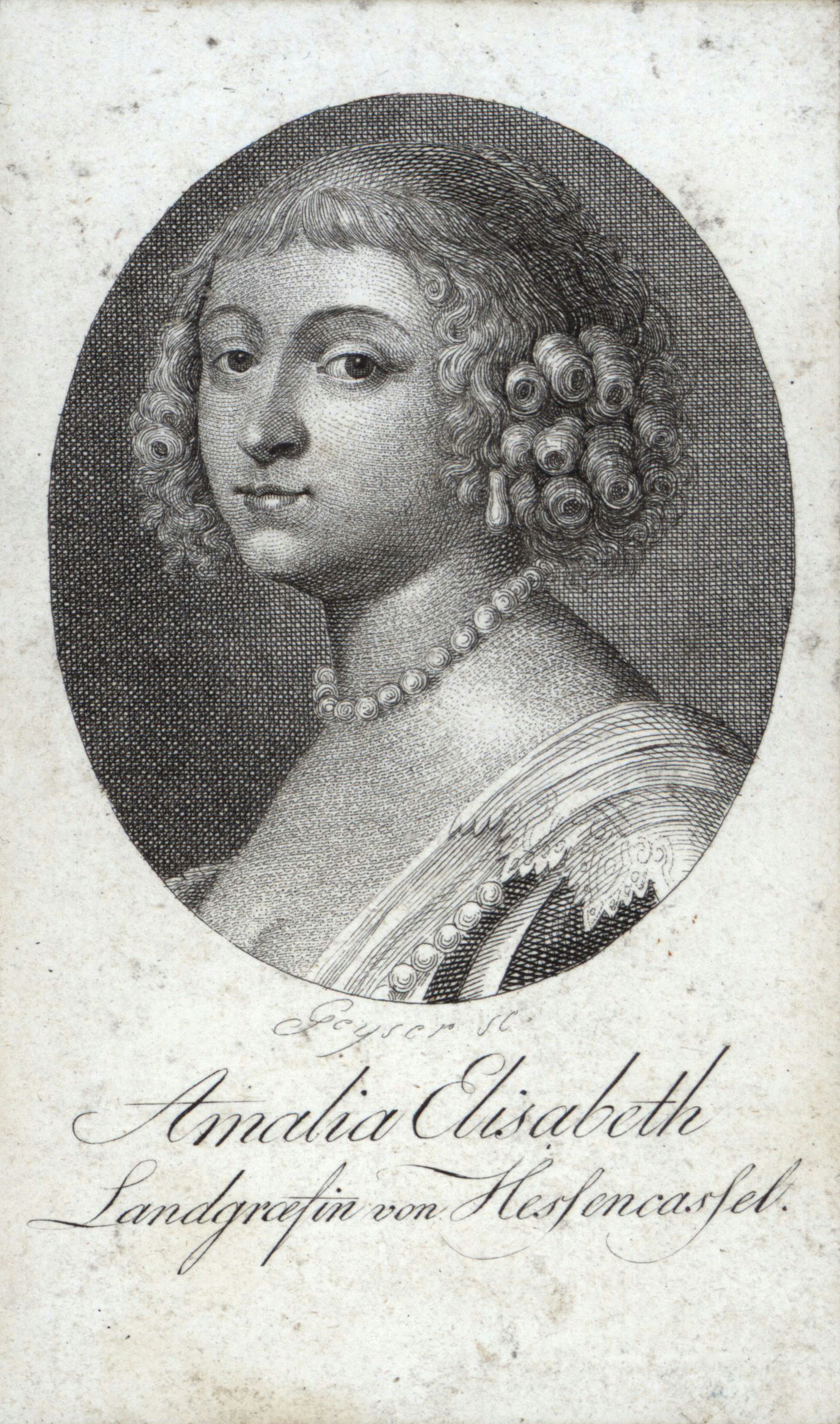
Amalie Elisabeth von Hanau-Münzenberg (1602–1651)

- Hanau-Münzenberg, Balthasar von (1508–1534), deutscher Adliger
- Hanau-Münzenberg, Charlotte Louise von (1597–1649), deutsche Adlige
- Hanau-Münzenberg, Dorothea von (1556–1638), deutsche Adlige
- Hanau-Münzenberg, Heinrich Ludwig von (1609–1632), Adeliger
- Hanau-Münzenberg, Jakob Johann von (1612–1636), Adeliger
- Hanau-Münzenberg, Johann von, außerehelicher Sohn des Grafen Philipp I., des Jüngeren
- Hanau-Münzenberg, Katharina Juliane von (1604–1668), Schwester der Amalie Elisabeth, Landgräfin und Regentin von Hessen-Kassel
- Hanau-Münzenberg, Maria von (1562–1605), Tochter des Grafen Philipp III. von Hanau-Münzenberg
- Hanau-Münzenberg, Reinhard von (1528–1554), hessischer Adliger
- Hanau-Münzenberg, Wilhelm Reinhard von (1607–1630), Adeliger
- Hanau-Strachwitz, Maria (1922–2005), österreichische Autorin
- Hanauer, Eduard (1829–1893), deutscher Jurist und Politiker, Staatssekretär des Reichsjustizamtes
- Hanauer, James Edward (1850–1938), Autor, Fotograf, und Kanoniker
- Hanauer, Johann Ulrich (1807–1871), Schweizer Politiker
- Hanauer, Josef (1913–2003), deutscher Priester und Publizist
- Hanauer, Julius (1872–1942), deutscher Bibliothekar und Esperantist
- Hanauer, Nick (* 1959), amerikanischer Unternehmer und Investor von Risikokapital
- Hanauer, Reinhard († 1529), außerehelicher Sohn des Grafen Philipp I. von Hanau-Lichtenberg
- Hanauer, Rudolf (1908–1992), deutscher Politiker (CSU)
- Hanauer, Wilhelm (1866–1940), deutscher Arzt und Sozialhygieniker
- Hanausek, Gustav (1855–1927), österreichischer Rechtswissenschaftler

### Hanaw
- Hanawa, Hokiichi (1746–1821), blinder japanischer Gelehrter der Kokugaku
- Hanawa, Kazuichi (* 1947), japanischer Manga-Zeichner
- Hanawalt, Barbara (* 1941), amerikanische Historikerin
- Hanawalt, Lisa (* 1983), US-amerikanische Illustratorin, Schriftstellerin und Karikaturistin

### Hanay
- Hanaya, Tadashi (1894–1957), japanischer Offizier, General der Kaiserlich Japanischen Armee
- Hanayagi, Shōtarō (1894–1965), japanischer Kabuki- und Filmschauspieler
- Hanayama, Eiji (* 1977), japanischer Fußballspieler
- Hanayo (* 1970), japanische Künstlerin, Fotografin und Musikerin

### Hanaz
- Hanazawa, Kana (* 1989), japanische SynchronsprecherinKana Hanazawa (* 1989)

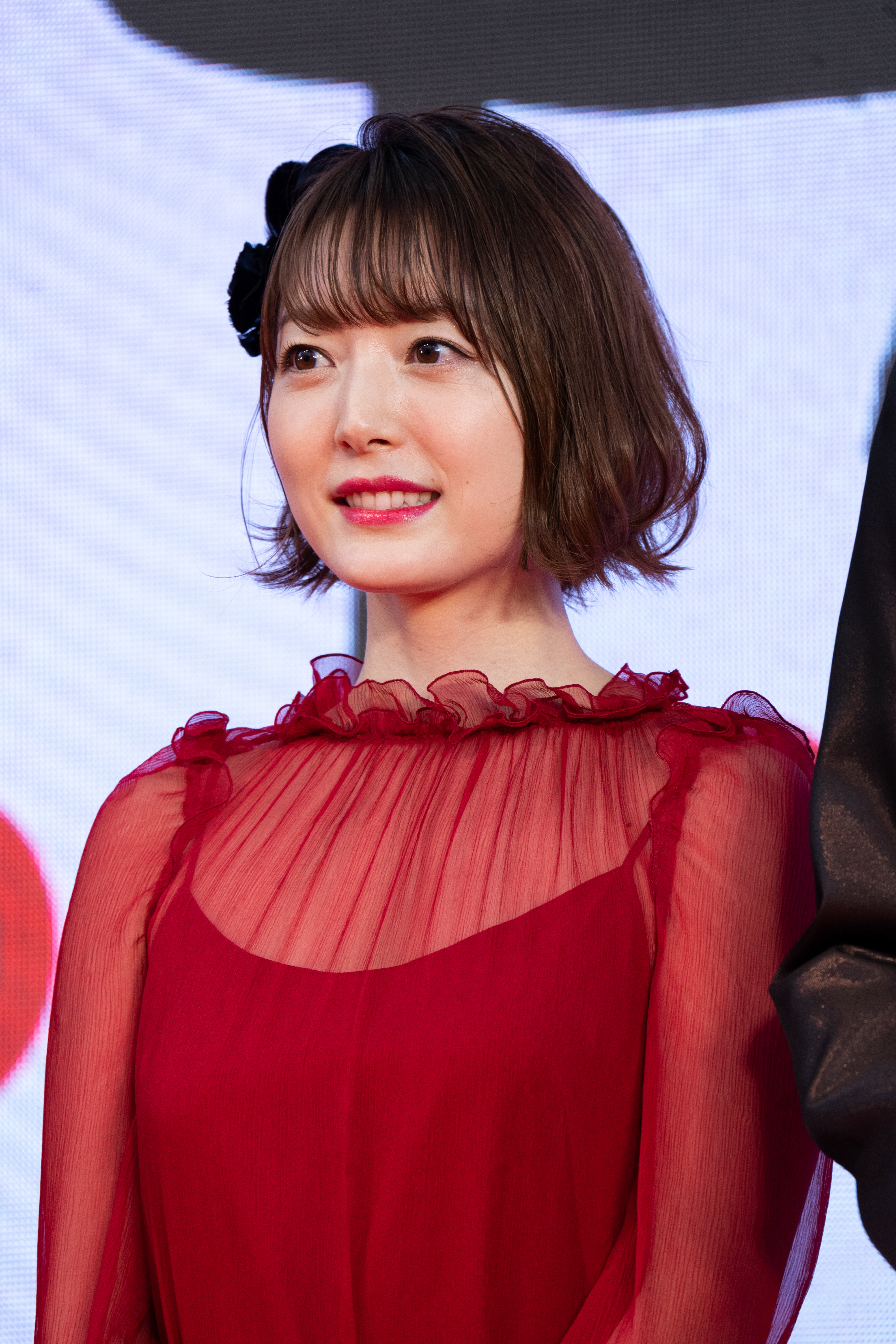
Kana Hanazawa (* 1989)

- Hanazono (1297–1348), 95. Tennō von Japan